# ウルリクムミ
ウルリクムミ(Ullikummi)は、ヒッタイト神話に登場する岩の巨人である。
天候神テシュブによって神々の王位の座を追われたクマルビが、復讐のために、泉のほとりにあった長さ3ダンナ（1ダンナ＝約10.7km）の岩との間にもうけた子供である。
成長するまでの間神々から守るため、クマルビの命によりイルシラ（クマルビの侍女に相当する女神達）の手で、ウベルリの肩に突き立てて海中に隠された。
1日に1アムマトゥ(40cm)、1月に1イクー（8400平方m）成長するとされ、成長中の知恵もなく、目も耳も効かない状態ですら、イシュタルの誘惑やテシュブの攻撃を受け付けず、ついには天界のテシュブの住居にまで達するほどに成長し、神々の援護を受けたテシュブの攻撃すら退けた。
進退窮まった神々はエアに相談、エアは遥か昔に天地を切り分けた刃物（”Kuruzzi"：鋸とも）を用いて弱点であるウルリクムミの足を切断するように助言、それを受けたテシュブにより足を切り落とされたウルリクムミは、テシュブたちに憎悪の言葉を語りながら消えていった。